# Los Angeles Rams 1982
La stagione 1982 dei Los Angeles Rams è stata la 45ª della franchigia nella National Football League e la 37ª a Los Angeles Uno sciopero dei giocatori accorciò la stagione da 16 a 9 partite: prima dello sciopero la squadra aveva perso tutte e 3 le partite. Alla sua conclusione i Rams ottennero la prima vittoria ai danni dei Kansas City Chiefs. Tuttavia, durante quella partita, il quarterback Bert Jones subì un infortunio al collo che chiuse la sua stagione e alla fine lo portò al ritiro. I Rams persero le successive 4 partite prima di battere a sorpresa i San Francisco 49ers 1982 a San Francisco nell'ultimo turno. Con un bilancio di 2-7, la squadra chiuse all'ultimo posto della NFC. Fu la peggior stagione di LA dal 1962. Il capo-allenatore Ray Malavasi fu perciò licenziato a fine stagione, venendo sostituito da John Robinson l'anno seguente.

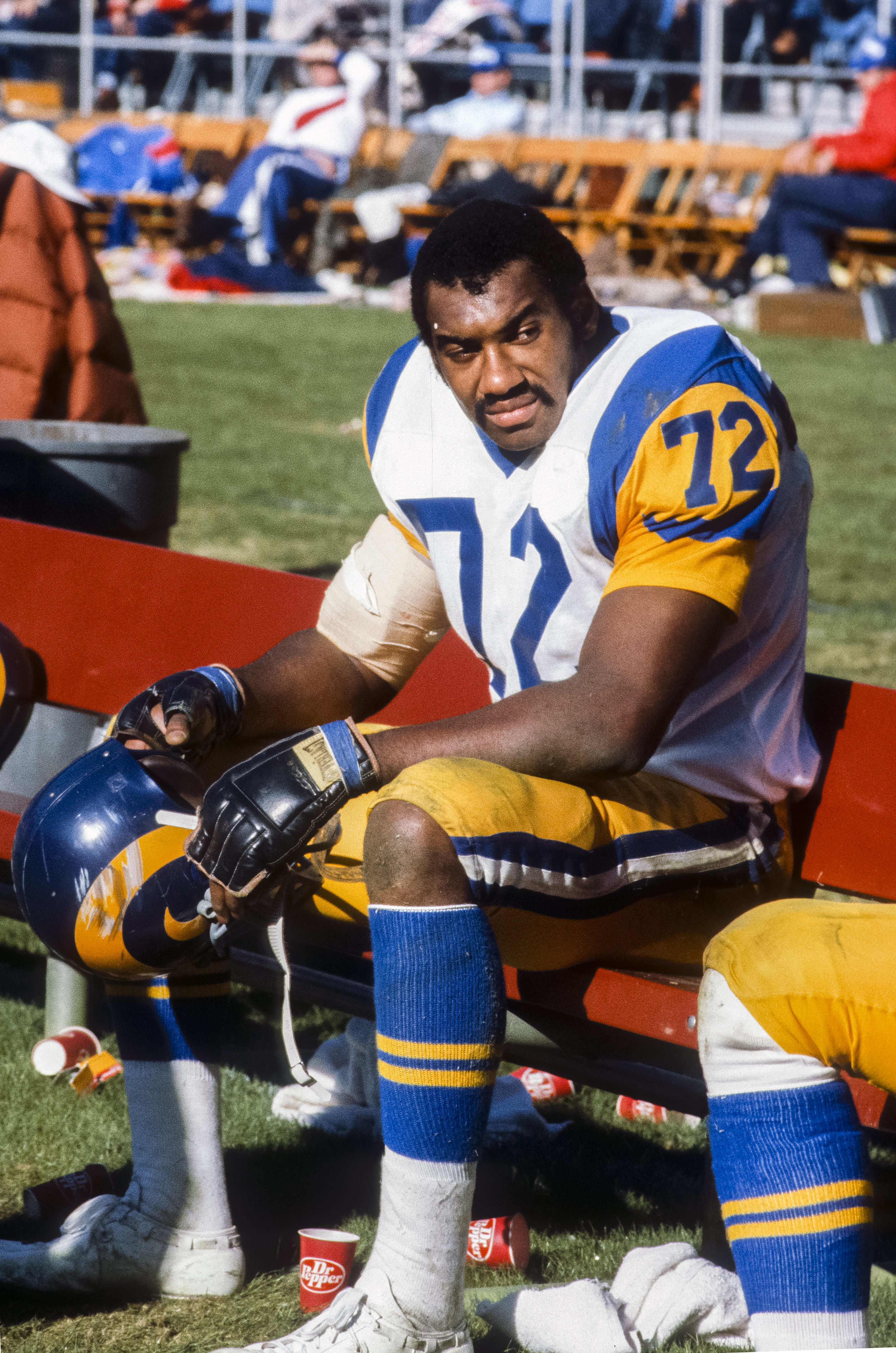
Kent Hill durante la partita contro Atlanta della stagione 1982

## Roster
| Roster dei Los Angeles Rams nel 1982 |
| --- |
| Quarterback - 15 Vince Ferragamo - 17 Bert Jones Running Back - 31 Robert Alexander - 32 Cullen Bryant - 44 Mike Guman - 24 A.J. Jones - 30 Barry Redden - 26 Wendell Tyler Wide Receiver - 88 Preston Dennard - 84 George Farmer - 87 Drew Hill - 82 Willie Miller - 80 Billy Waddy Tight End - 86 Mike Barber - 81 Ron Battle - 83 Kerry Locklin Offensive Linemen - 62 Bill Bain T - 60 Dennis Harrah G - 72 Kent Hill G - 59 George Lilja G - 78 Jackie Slater T - 56 Doug Smith C - 73 Ron Yary T - 75 Irv Pankey T Defensive Linemen - 90 Larry Brooks DT - 70 Charles DeJurnett DT - 71 Reggie Doss DE - 79 Mike Fanning DT - 76 Cody Jones DT - 67 Myron Lapka DT - 69 Greg Meisner DT - 85 Jack Youngblood DE Linebacker - 52 George Andrews - 50 Jim Collins - 58 Mel Owens - 53 Jim Youngblood - 55 Carl Ekern - 57 Mike Reilly - 66 Eric Williams Defensive Back - 21 Nolan Cromwell FS - 47 LeRoy Irvin CB - 20 Johnnie Johnson - 49 Rod Perry CB - 23 Lucious Smith CB - 37 Ivory Sully CB - 27 Pat Thomas CB Special Team - 4 Mike Lansford K - 6 John Misko P |
| Legenda - I rookie sono in corsivo. - Il primo ruolo è il principale mentre gli eventuali successivi indicano i ruoli secondari. - (IR) sta per Injured Reserve ed indica la lista ristretta per un solo giocatore infortunato che può tornare ad allenarsi dopo la settimana 6 e a rientrare in prima squadra dopo che questa ha giocato 8 partite. - (NF-Inj.) / (NF-Ill.) stanno rispettivamente per Non-Football Injured e Non-Football Illness ed indicano le liste dove viene inserito un giocatore che ha un infortunio o una malattia non dipendente dal football americano. - (PUP) sta per Physically Unable to Perform ed indica la lista dove viene inserito un giocatore mentre è in attesa di recuperare la condizione fisica. Nella stagione regolare dopo la sesta partita giocata dalla propria squadra, il giocatore ha tempo tre settimane per riprendere ad allenarsi, più tre settimane aggiuntive dal suo rientro agli allenamenti per rientrare in prima squadra.                                                                                      |

## Calendario
| Stagione regolare      |                        |           |
| Turno                  | Avversario             | Risultato |
| 1                      | at Green Bay Packers   | S 35–23   |
| 2                      | Detroit Lions          | S 19–14   |
| Sciopero dei giocatori |                        |           |
| 3                      | at Atlanta Falcons     | S 34–17   |
| 4                      | Kansas City Chiefs     | V 20–14   |
| 5                      | San Francisco 49ers    | S 30–24   |
| 6                      | Denver Broncos         | S27–24    |
| 7                      | at Los Angeles Raiders | S 37–31   |
| 8                      | Chicago Bears          | S 34–26   |
| 9                      | at San Francisco 49ers | V 21–20   |

## Classifiche
| National Football Conference |   |   |   |      |     |     |     |
|                              | V | S | P | %    | PF  | PS  | STR |
| Washington Redskins(1)       | 8 | 1 | 0 | .889 | 190 | 128 | V4  |
| Dallas Cowboys(2)            | 6 | 3 | 0 | .667 | 226 | 145 | S2  |
| Green Bay Packers(3)         | 5 | 3 | 1 | .611 | 226 | 169 | S1  |
| Minnesota Vikings(4)         | 5 | 4 | 0 | .556 | 187 | 198 | V1  |
| Atlanta Falcons(5)           | 5 | 4 | 0 | .556 | 183 | 199 | S2  |
| St. Louis Cardinals(6)       | 5 | 4 | 0 | .556 | 135 | 170 | S1  |
| Tampa Bay Buccaneers(7)      | 5 | 4 | 0 | .556 | 158 | 178 | V3  |
| Detroit Lions(8)             | 4 | 5 | 0 | .444 | 181 | 176 | V1  |
| New Orleans Saints           | 4 | 5 | 0 | .444 | 129 | 160 | V1  |
| New York Giants              | 4 | 5 | 0 | .444 | 164 | 160 | V1  |
| San Francisco 49ers          | 3 | 6 | 0 | .333 | 209 | 206 | S1  |
| Chicago Bears                | 3 | 6 | 0 | .333 | 141 | 174 | S1  |
| Philadelphia Eagles          | 3 | 6 | 0 | .333 | 191 | 195 | S1  |
| Los Angeles Rams             | 2 | 7 | 0 | .222 | 200 | 250 | V1  |